# Dresden (Ohio)
Dresden é uma vila localizada no estado norte-americano de Ohio, no Condado de Muskingum.

## Demografia
Segundo o censo norte-americano de 2000, a sua população era de 1423 habitantes.
Em 2006, foi estimada uma população de 1436, um aumento de 13 (0.9%).

## Geografia
De acordo com o United States Census Bureau tem uma área de
3,1 km², dos quais 3,0 km² cobertos por terra e 0,1 km² cobertos por água. Dresden localiza-se a aproximadamente 282 m acima do nível do mar.

## Localidades na vizinhança
O diagrama seguinte representa as localidades num raio de 20 km ao redor de Dresden.